# Mbila
O mbila (plural timbila) é um instrumento musical de percussão, do tipo xilofone, tradicional dos chopes de Moçambique.
As timbila, de várias dimensões, podendo formar uma orquestra, são fabricadas com placas de madeira de uma espécie seleccionada e tratada por mestres musicais, tendo como caixas de ressonância as cascas de frutos silvestres.

## Importância cultural
As comunidades chopes vivem principalmente na parte sul da província de Inhambane, no sul de Moçambique, e são famosas pela sua música orquestral. As suas orquestras consistem de cinco a trinta timbila, de diferentes tamanhos e registos tonais. As timbila são instrumentos finamente afinados feitos de madeira de alta ressonância de uma árvore de crescimento lento chamada mwenje. Um ressonador de abóbora é encaixado sob cada ripa, que adere firmemente à cera de abelha e é impregnada com óleo nkuso, o que dá à timbila um rico som nasal e as vibrações características. As orquestras são compostas de professores da timbila e aprendizes de todas as idades. As crianças são vistas brincando ao lado dos avós. Todos os anos, vários novos trabalhos são compostos, realizados em casamentos e outros eventos na comunidade. Os ritmos dentro de cada tema são complexos, de modo que a mão esquerda do músico frequentemente executa um ritmo diferente da mão direita. As interpretações duram cerca de uma hora. São apresentados temas para solistas e outros para orquestra, usando diferentes tempos. Intimamente associada à música, há também danças timbila particulares que são dançadas por dois a doze dançarinos em frente à orquestra.
Cada interpretação de timbila inclui uma canção solene (m'zeno), acompanhada por dançarinos, enquanto os músicos tocam um ritmo lento em mudo. Esses textos, cheios de humor e sarcasmo, refletem as questões sociais contemporâneas e servem para registar os eventos da comunidade.
A maioria dos músicos timbila experientes são idosos. Embora vários professores de timbila tenham começado a treinar jovens músicos, e também vindo a admitir meninas nas suas orquestras e grupos de dança, os jovens estão cada vez menos em contacto com esta herança cultural. Além disso, o abate das árvores causou uma escassez de madeira necessária para produzir a sonoridade peculiar dos instrumentos timbila.
A mbila chope foi integrada pela UNESCO, em 2008 na lista representativa do Património Cultural Imaterial da Humanidade.